# Бенабар
Bénabar (фр. Bruno Nicolini; род. 16 июня 1969, Тье (Париж)) — французский автор-исполнитель и актер. Его псевдоним —  переделанное имя клоуна Барнабэ.

## Дискография
- 1997: La p’tite monnaie (группа Bénabar et associés)
- 2001: Bénabar
- 2003: Les risques du métier
- 2004: Live au Grand Rex (CD + DVD)
- 2004: Madame Edouard (Саундтрек к одноименному фильму)
- 2005: Reprise des négociations
- 2006: Le Lièvre de Vatanen (Саундтрек к одноименному фильму)
- 2006: Best-of (CD + DVD)
- 2008: Infréquentable
- 2009: Incognito (Саундтрек к одноименному фильму)
- 2011: Les Bénéfices Du Doute
- 2012: Bien l'bonsoir m'sieurs-dames (CD + DVD + Blu-ray)
- 2014: Inspiré de faits réels

## Фильмография
- 2006: Le soldat Rose
- 2009: Incognito
- 2010: Le Grand Restaurant
- 2012: Scènes de ménages
- 2015: Jamais de la vie!
- 2019: Victor et Célia